# Ciapkowo
Schronisko dla Bezdomnych Zwierząt „Ciapkowo” – schronisko, jednostka miejska, której zadaniem jest opieka nad zwierzętami bezdomnymi z terenu miasta Gdyni oraz gmin ościennych. Schronisko jest prowadzone przez OTOZ Animals przy współpracy z Urzędem Miasta Gdynia. 

## Historia
Schronisko dla Zwierząt „Ciapkowo” zostało utworzone 1 lipca 1963 roku i początkowo miało mieć siedzibę przy ul. Stryjskiej. Schronisko zostało wówczas utworzone z inicjatywy i było prowadzone przez gdyński oddział Towarzystwa Opieki nad Zwierzętami.
W lipcu 1999 roku rozpoczęto generalny remont 30-letnich budynków. We wrześniu 1999 roku teren Ciapkowa został formalnie przejęty przez Gminę Miasta Gdyni od Skarbu Państwa.
W styczniu 2001 ogłoszono, że fiaskiem zakończyły się próby UM znalezienia organizacji, która miałaby przejąć prowadzenie schroniska od TOnZ. Udany przetarg zakończył się w 2005 roku i od 1 stycznia 2006 roku schronisko jest prowadzone przez OTOZ Animals.

## Działalność
Podstawowe zadania schroniska Ciapkowo to:
- opieka nad bezdomnymi zwierzętami,
- wsparcie dla opiekunów kotów wolno żyjących,
- pogotowie interwencyjne dla zwierząt,
- edukacja humanitarna, w szczególności prowadzona dla szkół wczesnego nauczania.

Integralną częścią działania schroniska Ciapkowo jest prowadzenie wolontariatu, który wspiera działania schroniska oraz współorganizuje wiele wydarzeń, takich jak „Bieg na sześć łap”, „Wytop”, „Zwierzęta Też Chcą Mieć Święta” oraz „Światowy Dzień Kota”. 
Od 24.08.2021 r. schronisko Ciapkowo zostało włączone do aplikacji „gdynia.pl”, co ma ułatwiać adopcję zwierząt. 

## Statystyki działalności
Według danych podanych przez urząd miasta w 2020 roku:
- przygarnięto: 693 psy i 502 koty,
- adopcje: 679 psy i 412 koty,
- wirtualne adopcje (finansowanie): 490 psów i 75 kotów,
- wyjazdy interwencyjne: 1080.

## Nagrody
- Nagroda ogólnopolskiego miesięcznika Cztery Łapy – „Order Psiego Szczęścia 2019” w kategorii „azyl/schronisko”[13][14].

## Nazwa
W okolicach 2000 roku nazwa „ciapkowo” bywała w prasie używana również do określenia innych schronisk w okolicy, np. schroniska dla zwierząt w Starogardzie Gdańskim czy w Gdańsku Oruni.